# Арсе, Мануэль Хосе
Мануэ́ль Хосе́ А́рсе, полное имя Мануэль Хосе де Арсе-и-Фагоа́га (исп. Manuel José de Arce y Fagoaga; 1 января 1787, Сан-Сальвадор — 14 декабря 1847, Сан-Сальвадор) — государственный и военный деятель Центральной Америки, президент Соединённых Провинций Центральной Америки с 1825 до 1829 годы. Старший брат Педро Хосе Арсе, временно исполнявшего обязанности президента Сальвадора в 1843—44 годах.

## Биография
Родился в Сальвадоре в 1787 году. В 1801 году отправился в Гватемалу, чтобы продолжить образование. Поступил в Университет Сан-Карлос, но прервал учёбу из-за болезни отца. В декабре 1808 года женился на Фелипе де Арансаманди в Сан-Сальвадоре.
Арсе присоединился к движению за независимость Центральной Америки от Испании. Вместе со своим дядей, Хосе Матиасом Дельгадо, участвовал в первом восстании за независимость 5 ноября 1811 года в Сан-Сальвадоре. Мятежники удерживали Сальвадор в течение почти месяца, прежде чем королевская власть была восстановлена. Арсе также участвовал во втором восстании, которое началось 22 января 1814 года. За участие в освободительном движении был заключен под стражу с 1815 по 1818 год.
После обретения независимости Мексики от Испании, выступал против императора Агустина Итурбиде. Сальвадор объявил о своём отделении от Мексиканской империи. Будучи полковником, Арсе, был назначен главнокомандующим национальной армией. В 1822 году мексиканские войска заняли Сальвадор, и Арсе был вынужден бежать в США. Находясь в Вашингтоне, Арсе предлагал включить Сальвадор в состав США.
После возвращения из США, в октябре 1823 года был избран членом триумвирата Соединённых провинций. В этой должности он находился с 15 марта по 20 октября 1824 года. За это время ему удалось подавить восстание в Никарагуа.
29 апреля 1825 года Арсе был избран первым президентом Соединённых Провинций, но на этом посту ему так и не удалось найти компромисс между либералами и консерваторами. Будучи изначально либералом, он стал делать уступки консерваторам, чем вызвал возмущение либералов. 13 октября 1826 года, поддавшись влиянию консерваторов, он низложил либерального президента Хуана Буррундию и установил прямое управление Гватемалой. Эти действия спровоцировали гражданскую войну, которая длилась с 1826 до 1829 годы.
13 апреля 1829 года он оставил пост президента, передав власть Франсиско Морасану. Однако Арсе не собирался сдаваться. Дважды, в 1831 и 1833 годах, при поддержке консерваторов, он безуспешно пытался сместить Франсиско Морасана, и оба раза терпел поражение.
В 1840 году участвовал в президентских выборах в Сальвадоре, но проиграл. В 1842 году пытался поднять мятеж против президента Хуана Гусмана, и после поражения удалился в изгнание. В конце жизни ему было разрешено вернуться на родину. Умер в бедности, в Сан-Сальвадоре, 14 сентября 1847 года.
В честь Арсе, в Сальвадоре, в 1947 году был назван город Сьюдад-Арсе.